# Portik

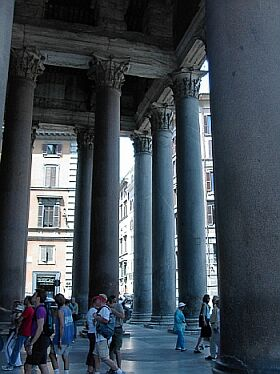
Pantheons portik.

Portik, av latinets porticus, av porta, "port", är en kolonn- eller pelarburen taktäckt förhall framför ingången till en byggnad, till exempel en kyrka. Denna idé användes flitigt i antikens Grekland och har påverkat många kulturer, inklusive de flesta västerländska kulturer. En portik längs med utsidan av en byggnad fungerar som en arkad.
Under antiken var det i stället en öppen kolonnbyggnad som uppfördes vid en gata eller öppen plats, ibland för att hylla någon framstående person.

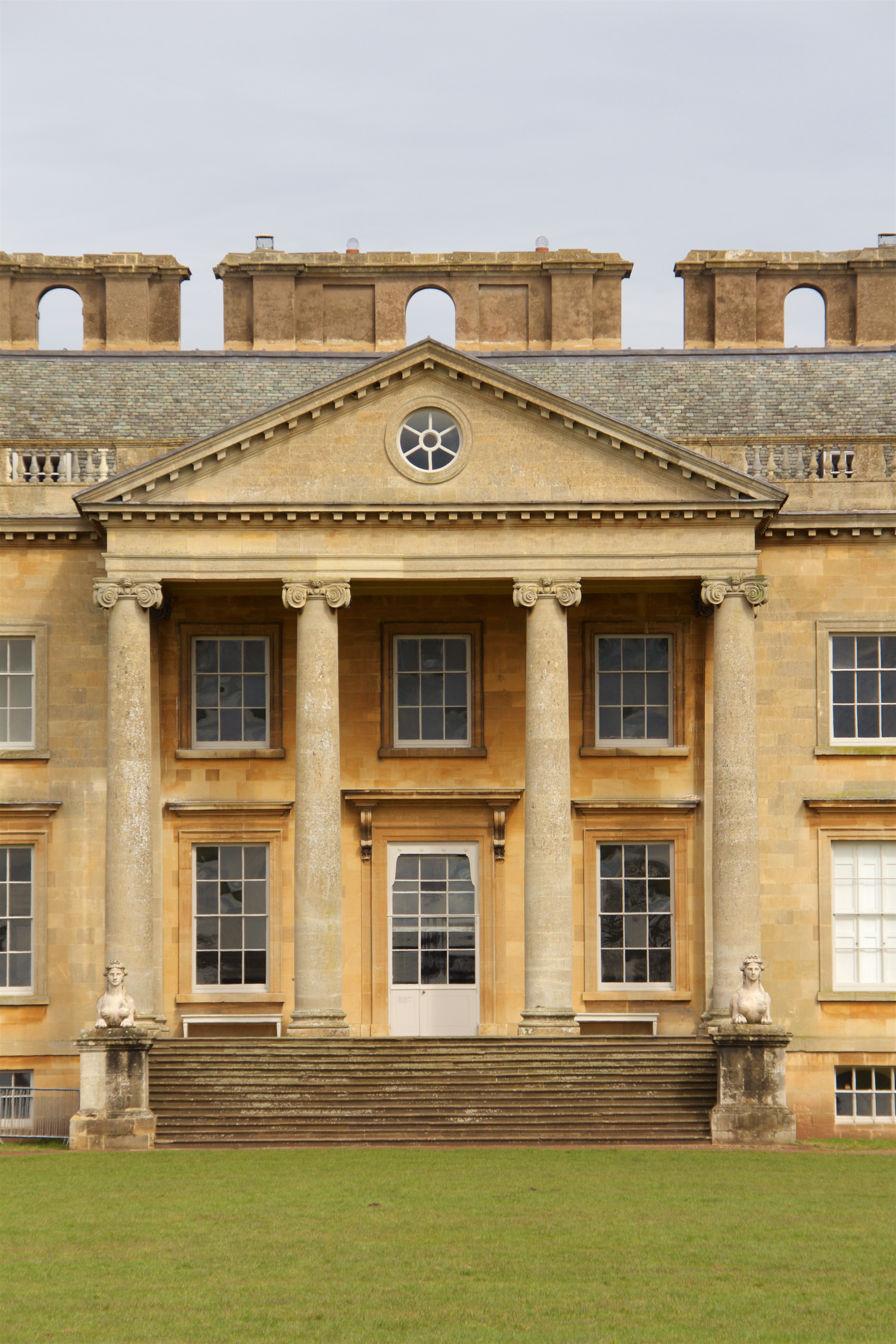
Portiken till Croome Court i Croome D'Abitot (England)

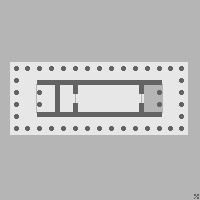
Tempeldiagram med platsen för pronaos markerad

Portiker är ibland toppade med frontoner. Palladio var en pionjär när det gäller att använda tempelfronter för sekulära byggnader. I Storbritannien var tempelfronten applicerad på The Vyne, Hampshire, den första portiken som applicerades på ett engelskt hus på landet.
Pronaos är det inre området av portiken till ett grekiskt eller romerskt tempel, beläget mellan portikens pelargång eller väggar och ingången till kammaren eller helgedomen. Romerska tempel hade vanligtvis en öppen pronaos, vanligtvis med bara kolumner och inga väggar, och pronaos kunde vara lika långa som kammaren. Ordet pronaos (πρόναος) är grekiska för "före ett tempel". På latin benämns en pronaos också som en anticum eller prodomus.

## Typer
De olika varianterna av portiker är namngivna efter antalet kolumner de har. Suffixet "stil" kommer från grekiskan στῦλος, "kolumn".

### Tetrastil

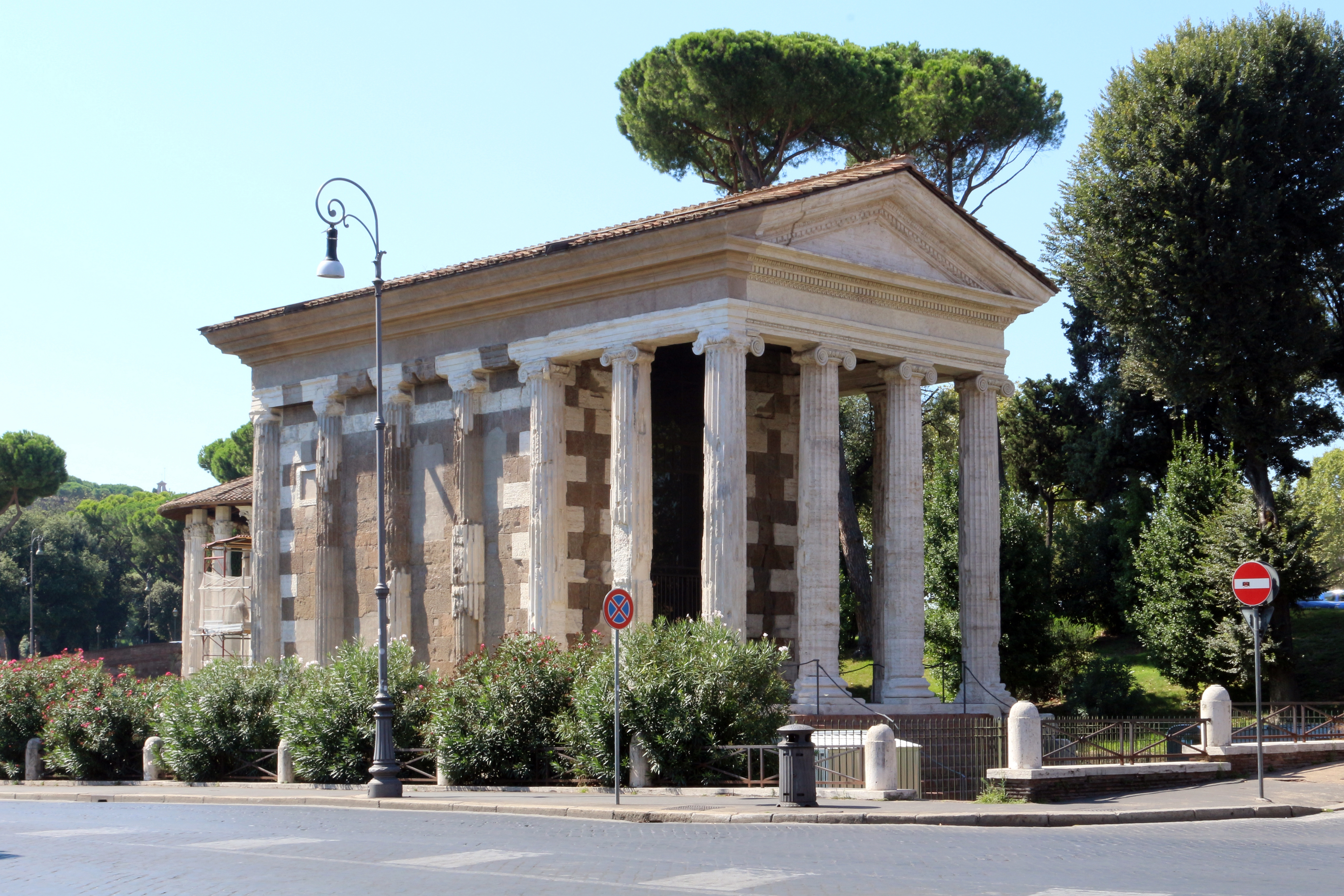
Portunus-templet i Rom, med sin tetrastilportik med fyra joniska kolonner

Tetrastilen har fyra kolumner. Den användes vanligen av grekerna och etruskerna för små strukturer som offentliga byggnader och amfiprostilar.
Romarna föredrog portiken med fyra kolumner för sina pseudoperipterala tempel som Portunustemplet, och för amfiprostiltempel som Venustemplet och romerna, och för prostilportikerna till stora offentliga byggnader som Maxentiusbasilikan och Konstantinbasilikan. Romerska provinshuvudstäder manifesterade också tetrastilkonstruktion, såsom det kapitolinska templet i Volubilis.
Vita husets norra portik är kanske den mest anmärkningsvärda fyrspaltiga portiken i USA.

### Hexastil
Byggnader i hexastil hade sex pelare och var standardfasaden i kanonisk grekisk dorisk arkitektur mellan den arkaiska perioden 600–550 f.Kr. fram till Perikles ålder 450–430 f.Kr.

#### Grekisk hexastil

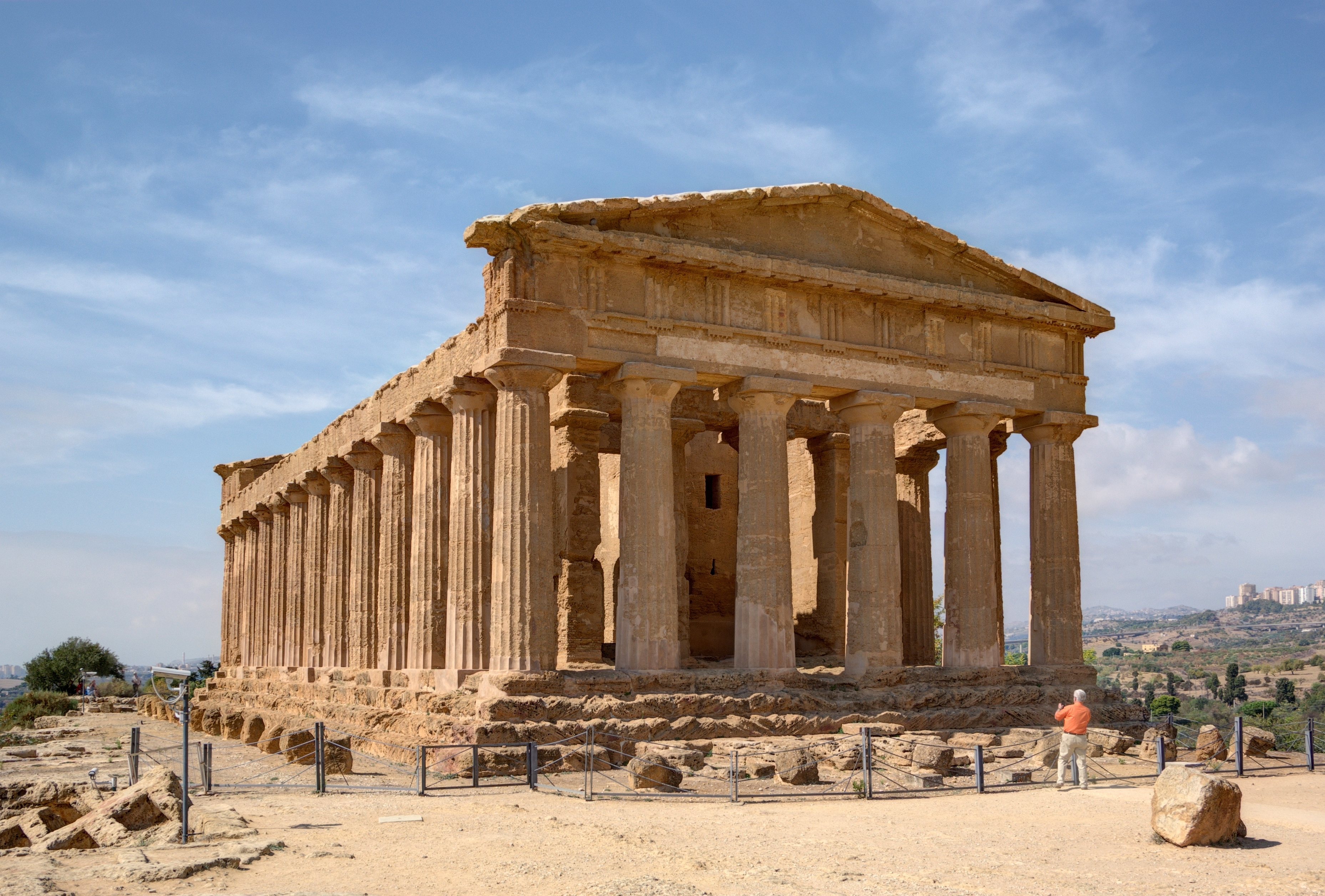
Concordtemplet i hexastil i Agrigentum (ca 430 f.Kr.)

Några välkända exempel på klassiska doriska hexastil grekiska tempel :
- Gruppen i Paestum består av Heras tempel ( ca 550 f.Kr.), Apollontemplet ( ca 450 f.Kr.), Athenas första tempel ("Basilikan") ( ca 500 f.Kr.) och det andra Heras tempel (ca. 460–440 f.Kr.)
- Afaetemplet i Aegina ca. 495 f.Kr.
- Tempel E iSelinus (465–450 f.Kr.) tillägnat Hera
- Zeustemplet i Olympia, nu en ruin
- Temple F eller det så kallade "Templet of Concord" i Agrigentum (ca 430 f.Kr.), ett av de bäst bevarade klassiska grekiska templen, som har behållit nästan all sin peristyl och entablatur
- Det "oavslutade templet" i Segesta (ca 430 f.Kr.)
- Hefaistos tempel nedanför Akropolis i Aten, länge känt som "Theseum" (449–444 f.Kr.), är också ett av de mest intakta grekiska templen som överlevt från antiken
- Poseidons tempel på Cape Sunium (ca 449 f.Kr.)[4]

Hexastyle applicerades också på joniska tempel, såsom prostilverandan i helgedomen Athena på Erechtheum, vid Akropolis i Aten.

#### Romersk hexastil
Med koloniseringen av grekerna i södra Italien, antogs hexastil av etruskerna och förvärvades därefter av de gamla romarna. Romersk smak gynnade smala pseudoperipterala och amfiprostilade byggnader med höga pelare, upphöjda på podier för den extra pompa och storhet som tillfördes av betydande höjd. Maison Carrée i Nîmes, Frankrike, är det bäst bevarade romerska hexastiltemplet som överlevt från antiken.

### Oktastil

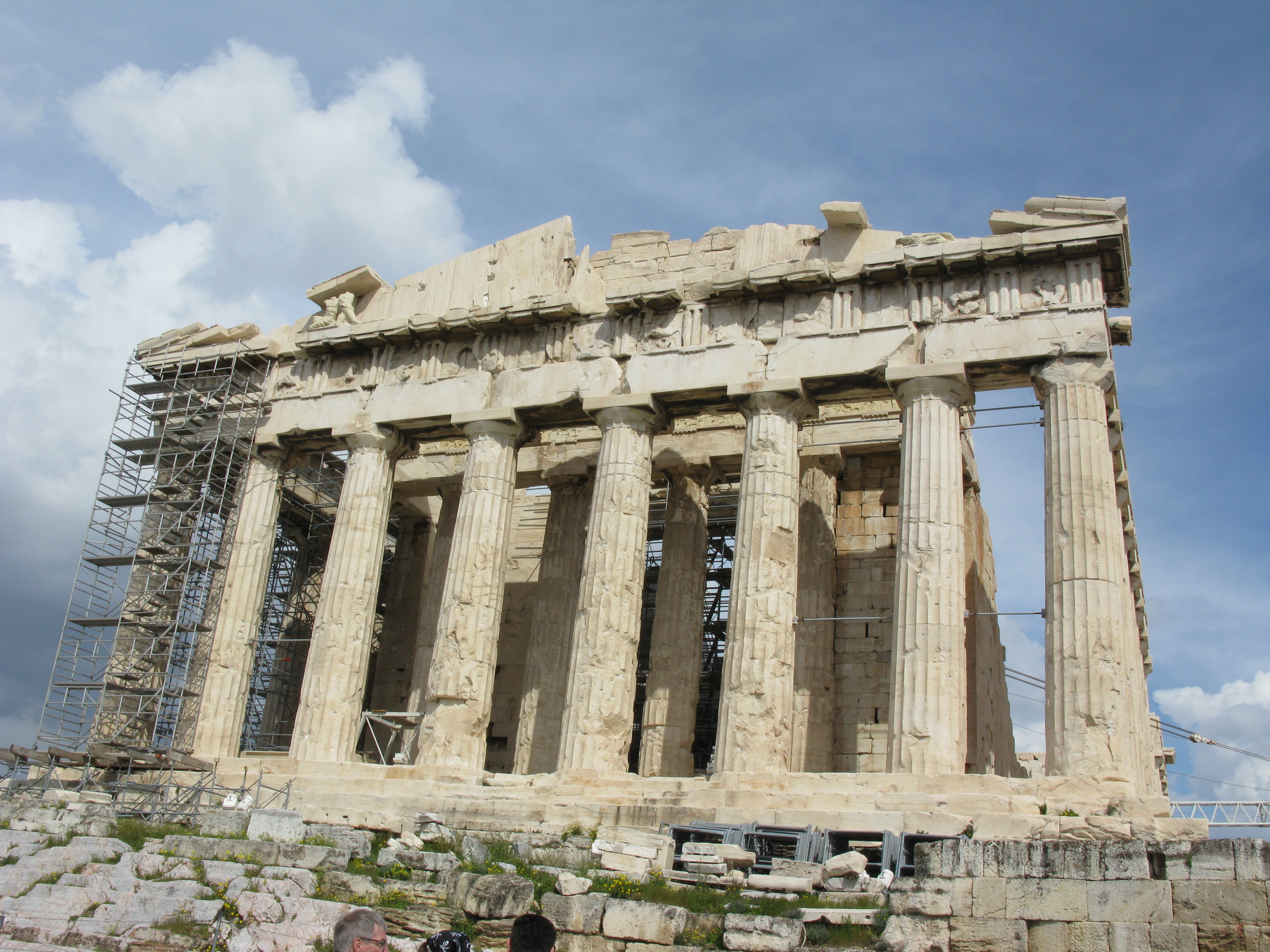
Den västra sidan av octastyle Parthenon i Aten

Octastyle-byggnader hade åtta kolumner. De var betydligt mer sällsynta än hexastilen i den klassiska grekiska arkitektoniska kanonen. De mest kända oktastilbyggnaderna som överlevt från antiken är Parthenon i Aten, byggt under Perikles tidsålder (450–430 f.Kr.), och Pantheon i Rom (125 e.Kr.). Det förstörda templet för Divus Augustus i Rom, centrum för den augustianska kulten, visas på romerska mynt från 200-talet e.Kr. som byggt i oktastil. 

### Dekastil
Dekastil har tio kolumner, som i Apollo Didymaeus tempel vid Miletus och portiken vid University College London.
Den enda kända romerska dekastilportiken är på Venus- och Romatemplet, byggt av Hadrianus omkring 130 e.Kr.

## Galleri

Kort visuell historik om portiker
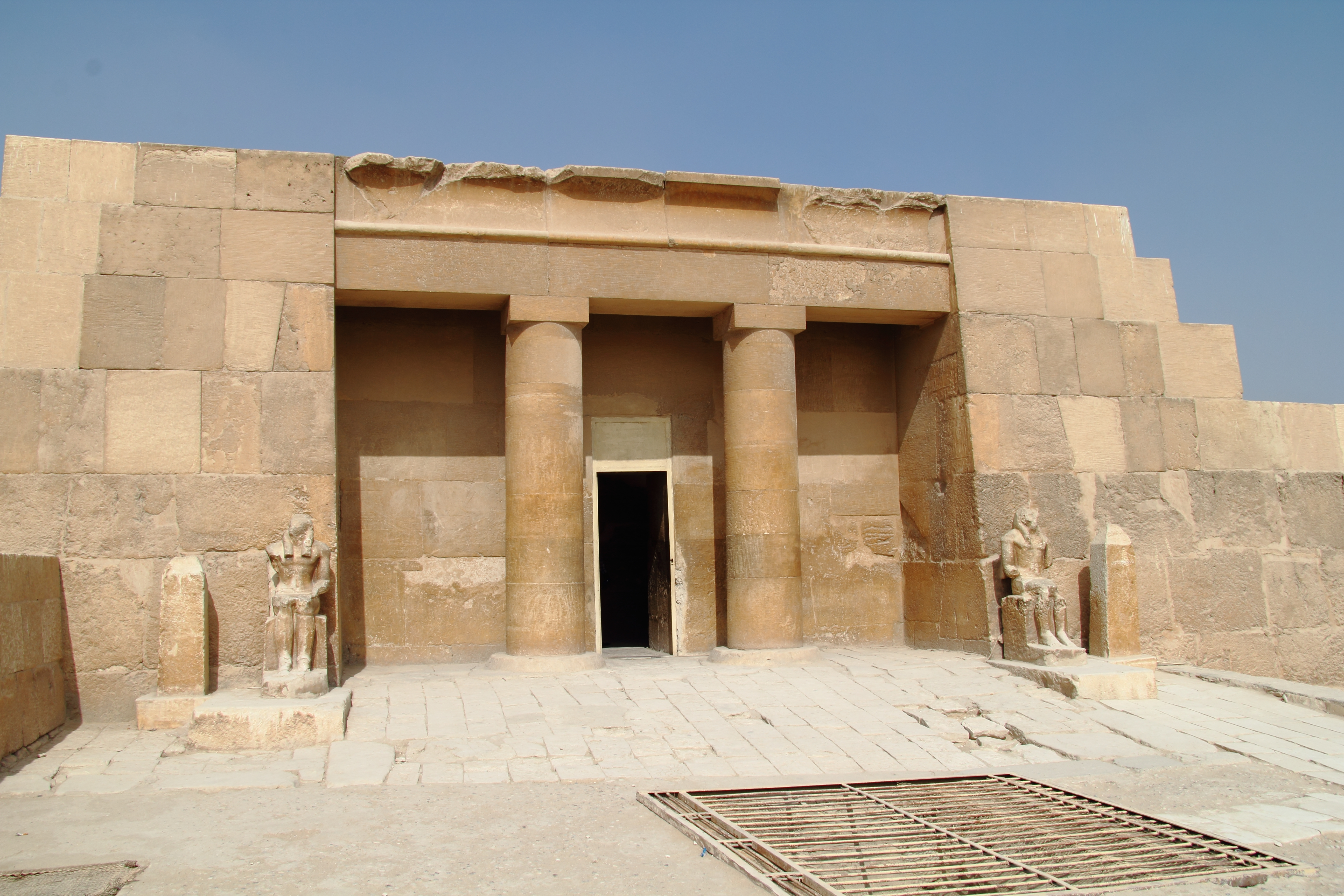
Forntida egyptisk portik av Mastaba av Seshemnefer IV (Pyramidkomplexet i Giza, Egypten)
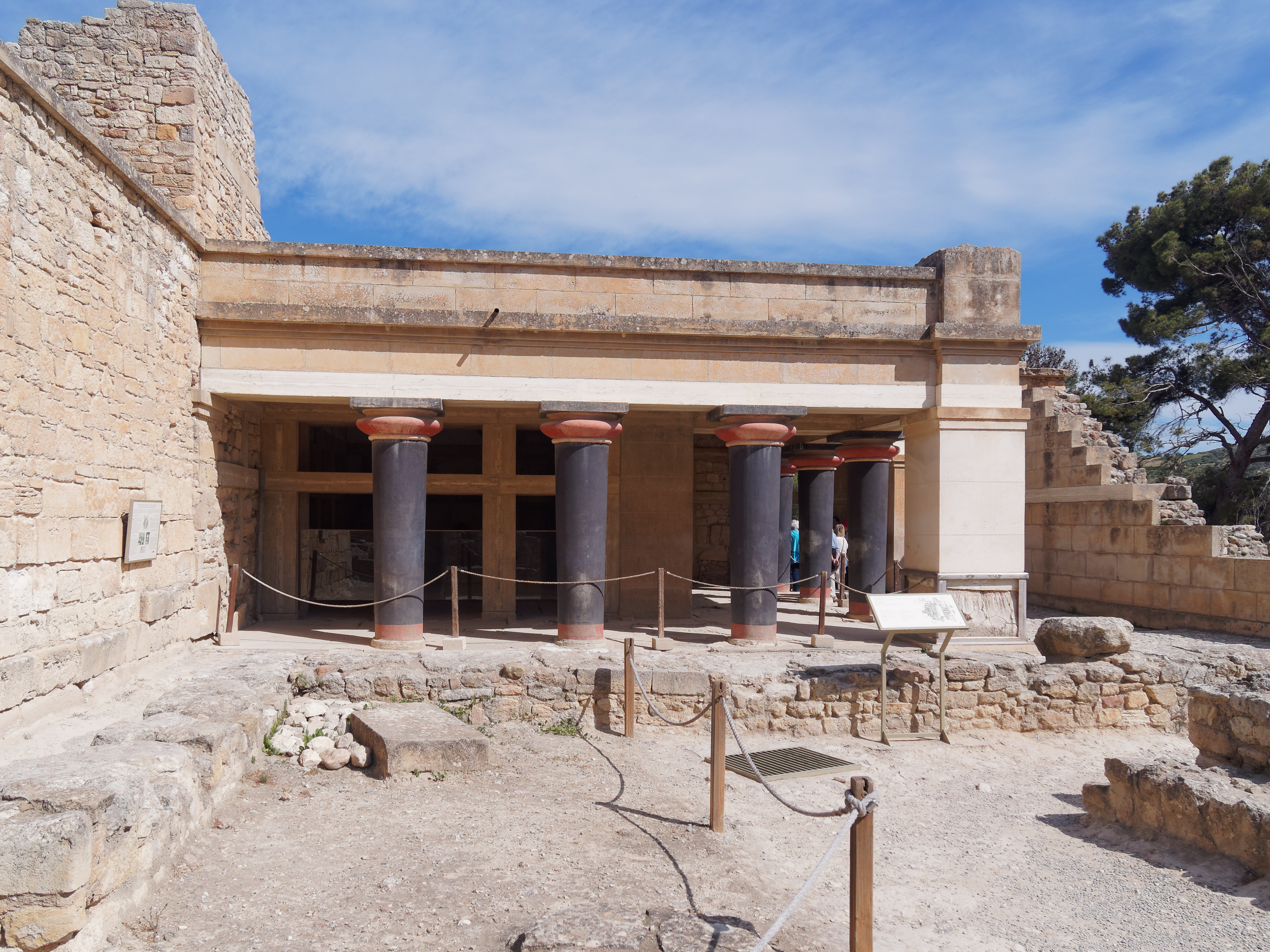
Minoiska portik av Knossospalatset (Kreta, Grekland)
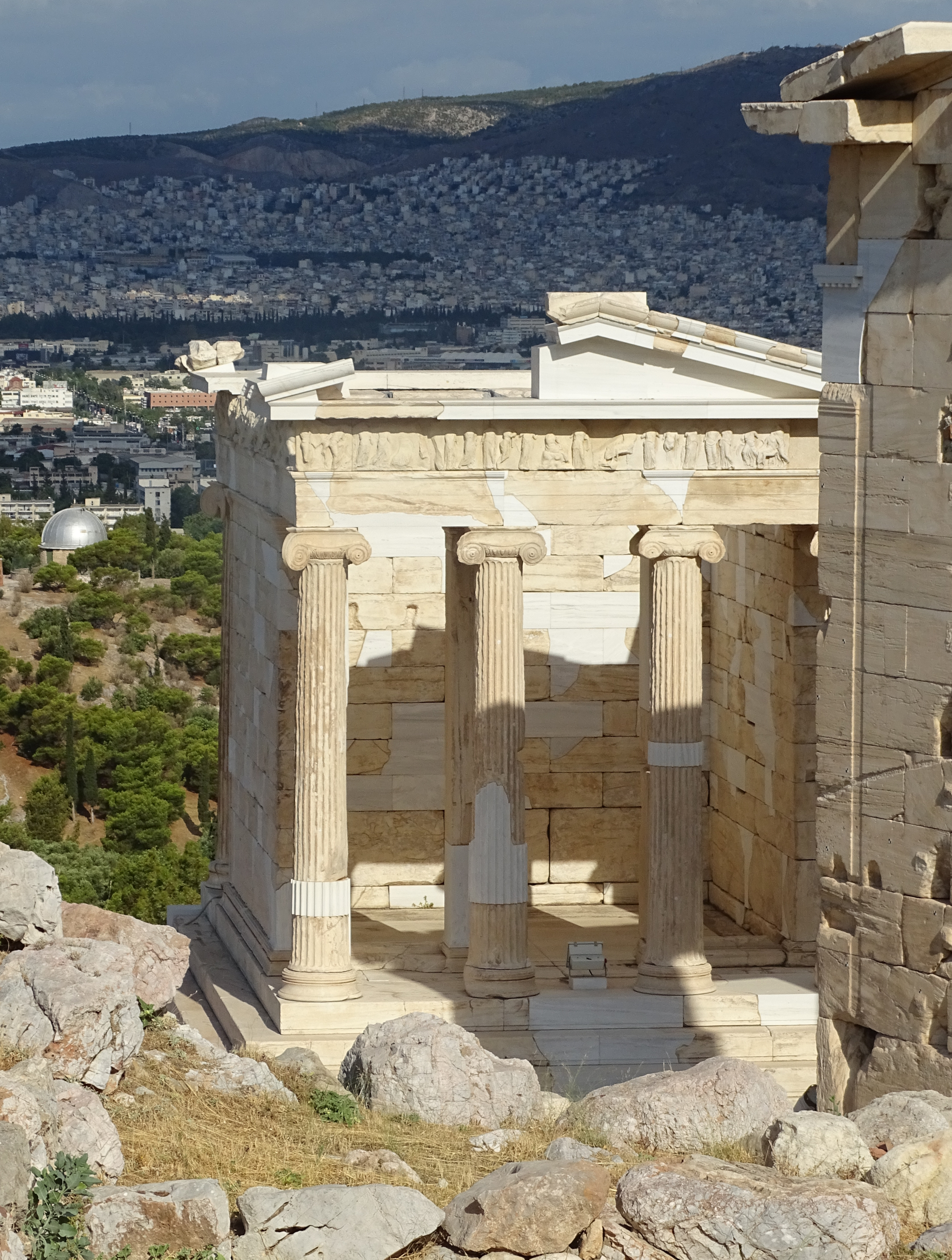
Forntida grekisk portik med joniska kolonner av Athena Nikes tempel (Aten, Grekland)
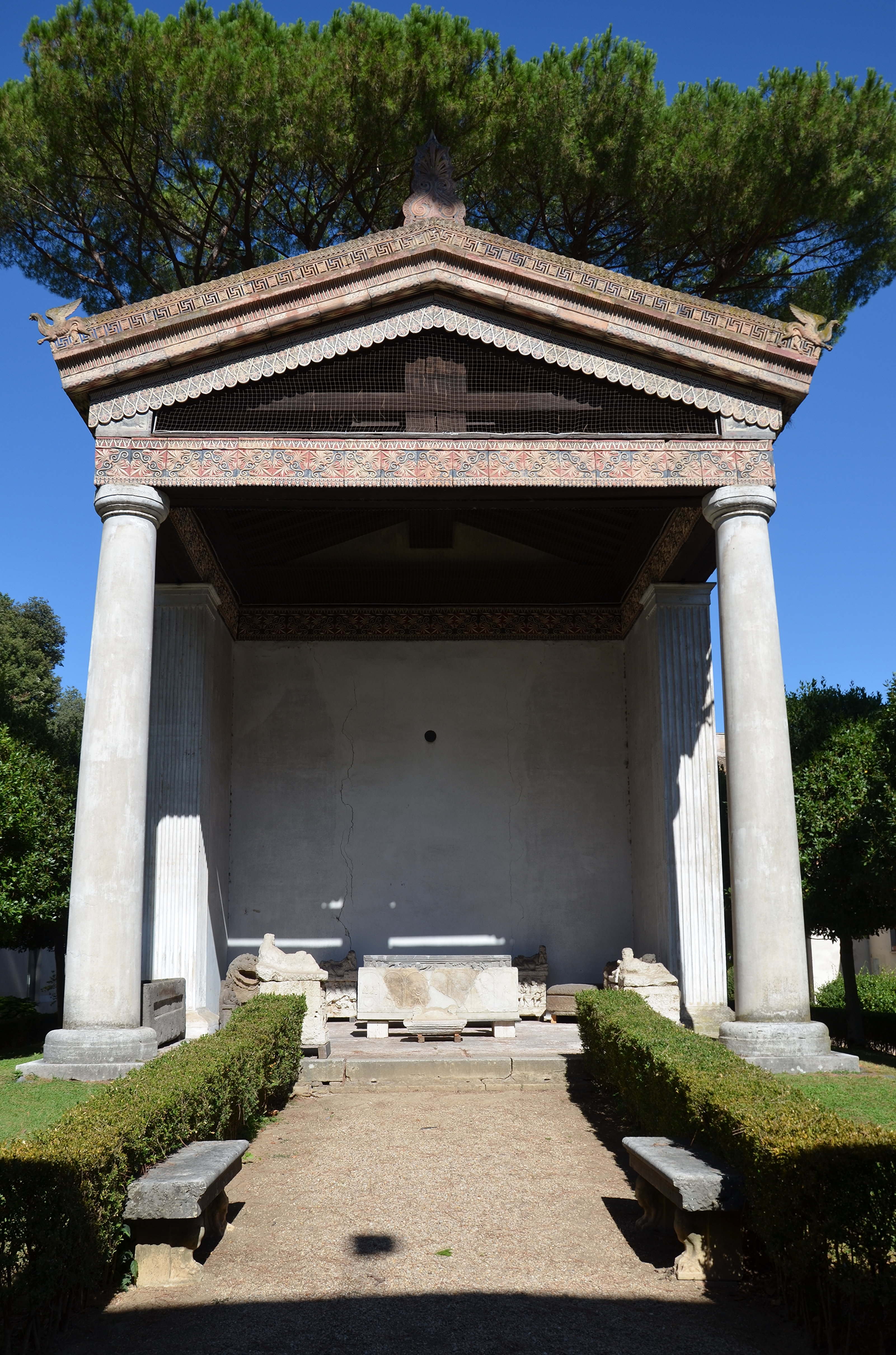
Etruskisk portik av en tempelmodell (nu i det nationella etruskiska museet i Villa Giulia, Rom)
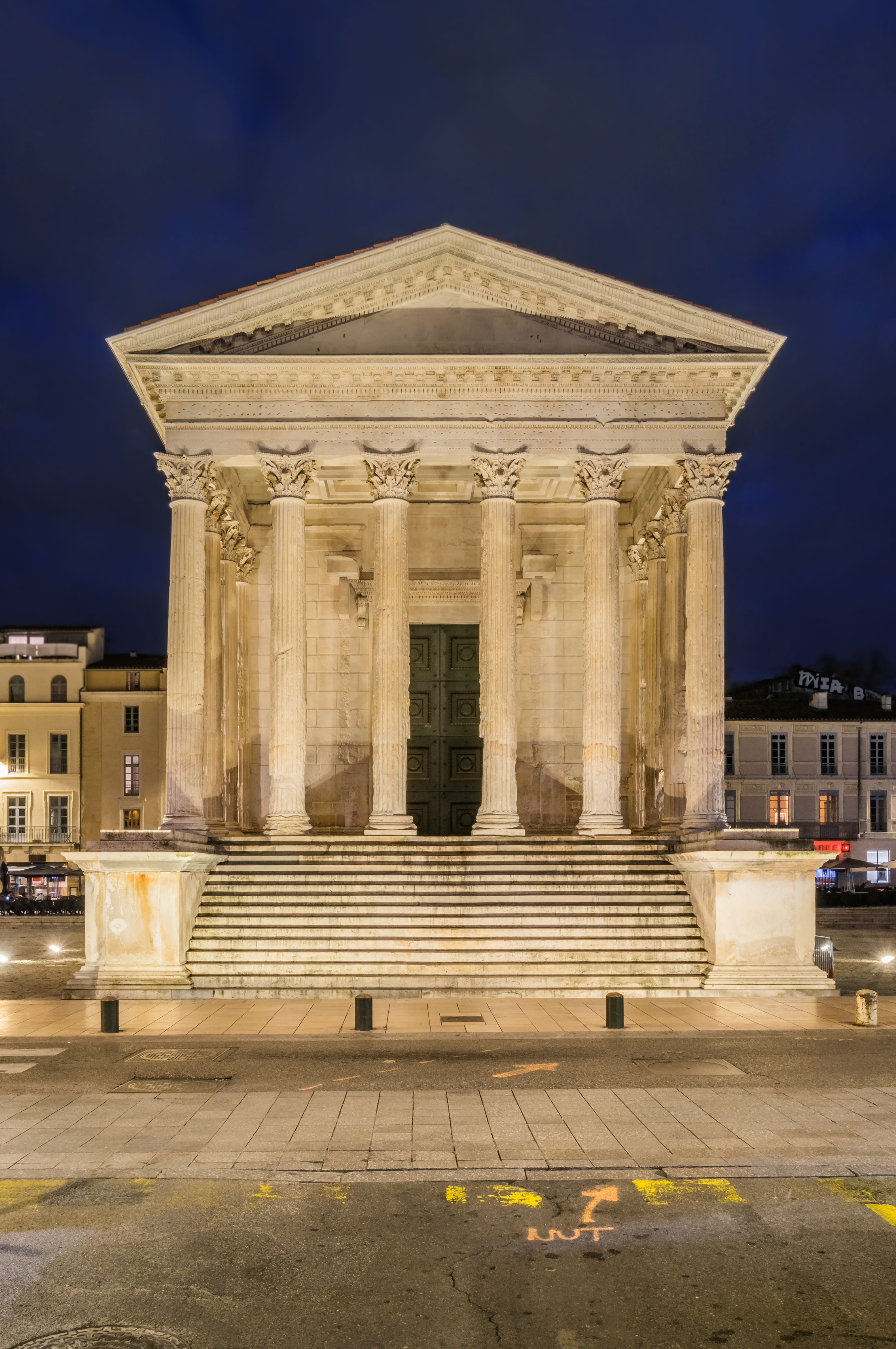
Forntida romersk portik i Maison Carrée (Nîmes, Frankrike)
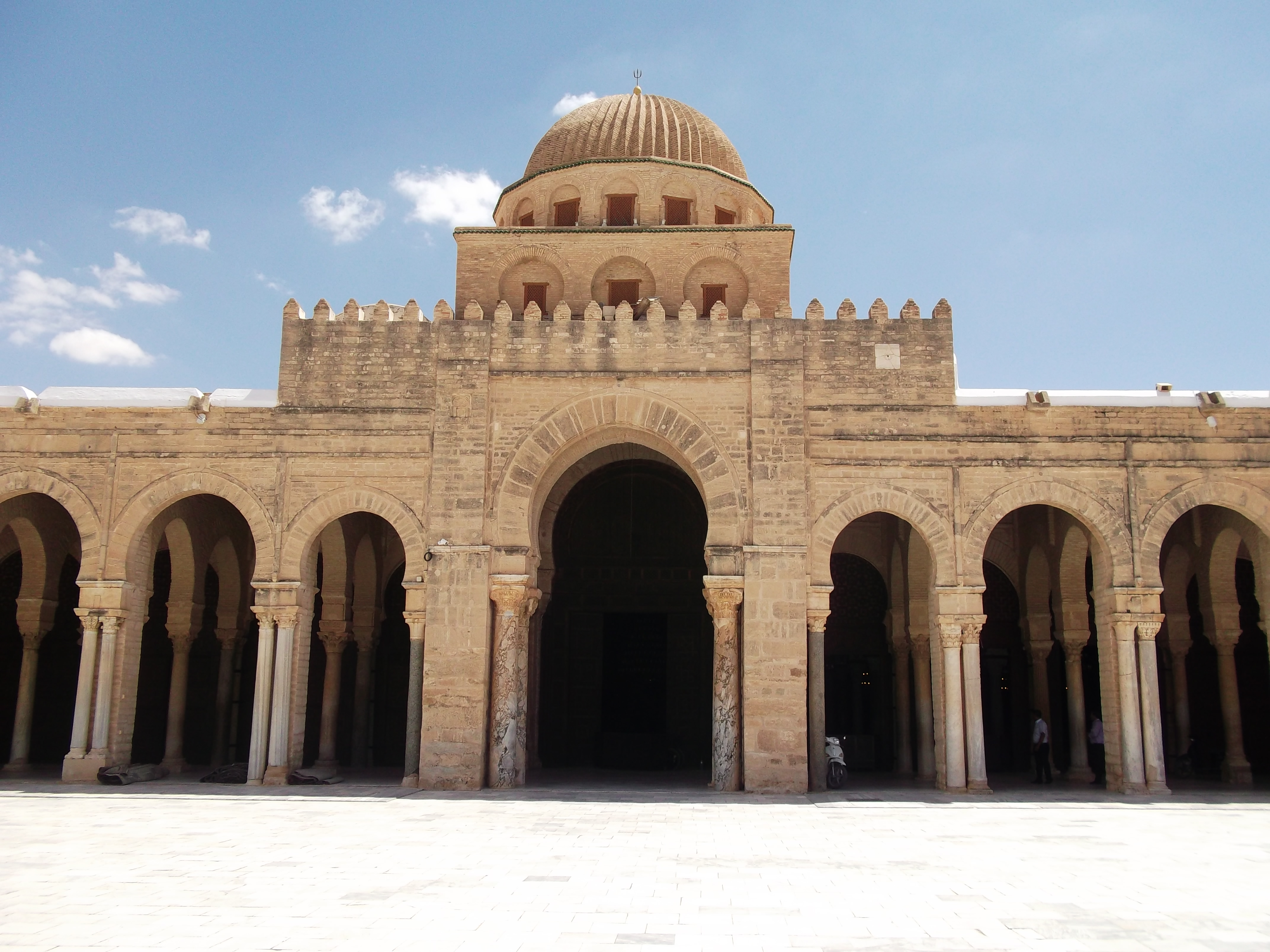
Islamisk portik av den stora moskén i Kairouan (Kairouan, Tunisien )
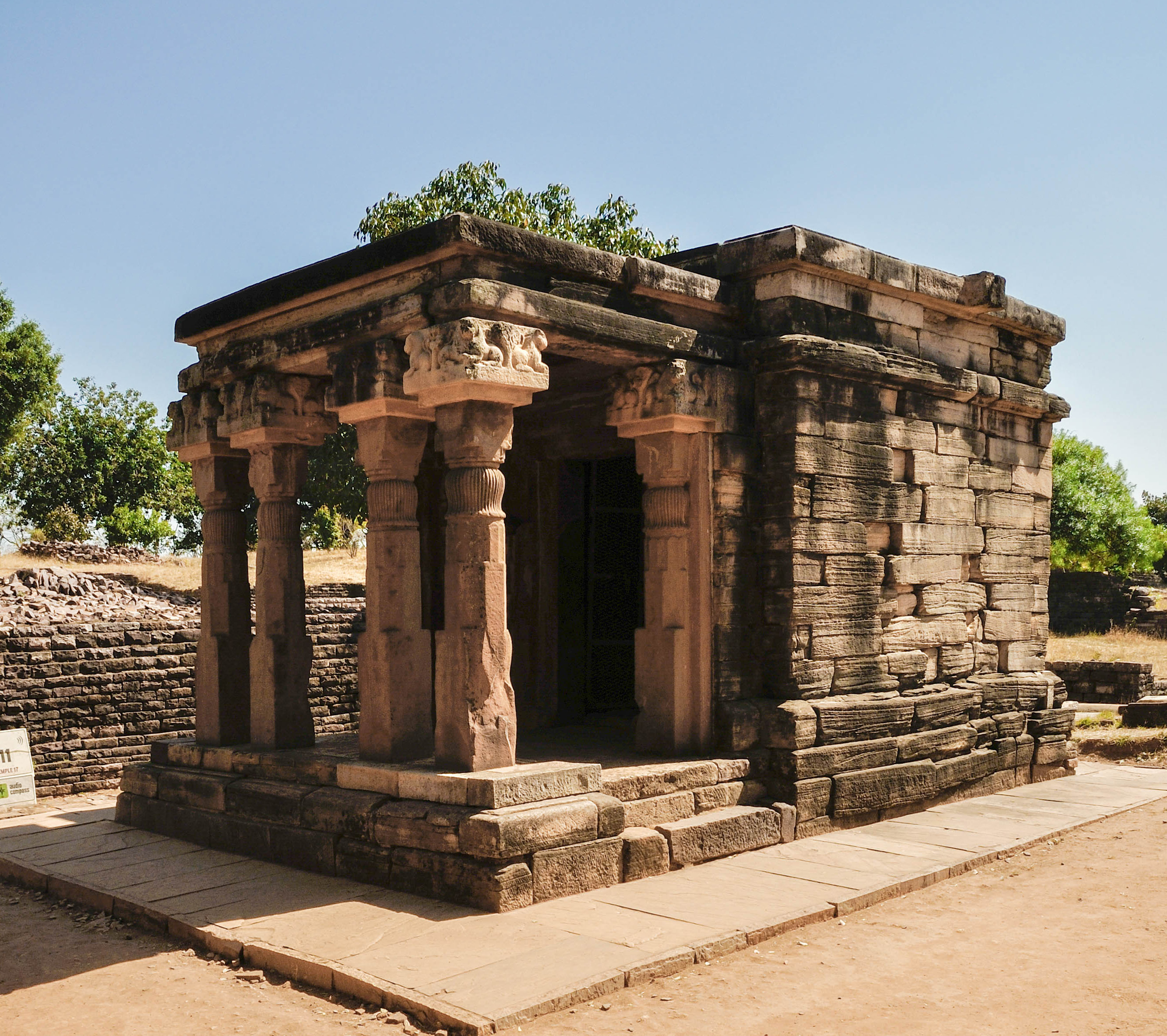
Indisk portik av Sanchitemplet 17 (Sanchi, Indien)
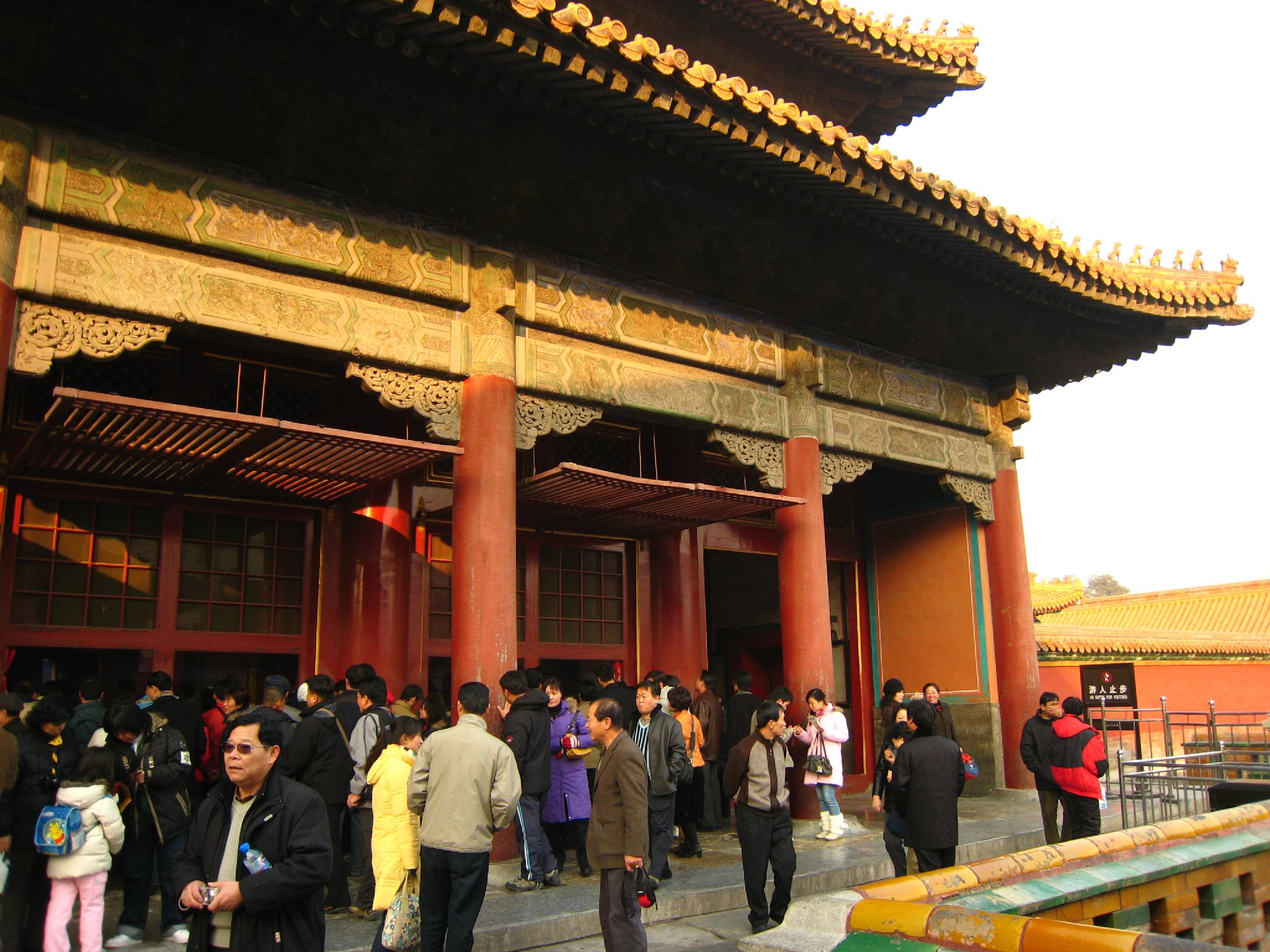
Kinesisk portik av den förbjudna staden (Peking, Kina)
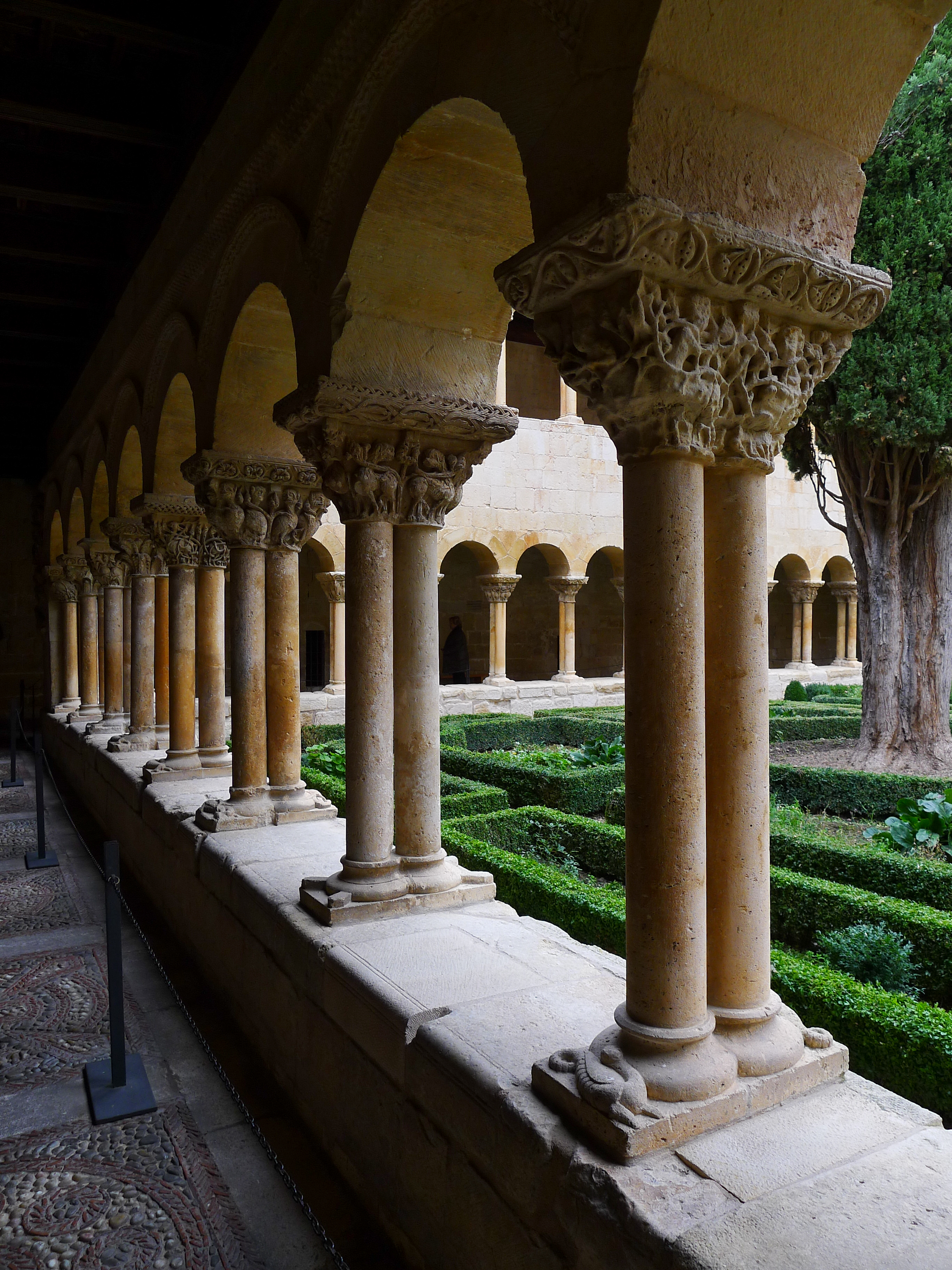
Romansk portik av klostret Santo Domingo de Silos (Santo Domingo de Silos, Spanien)
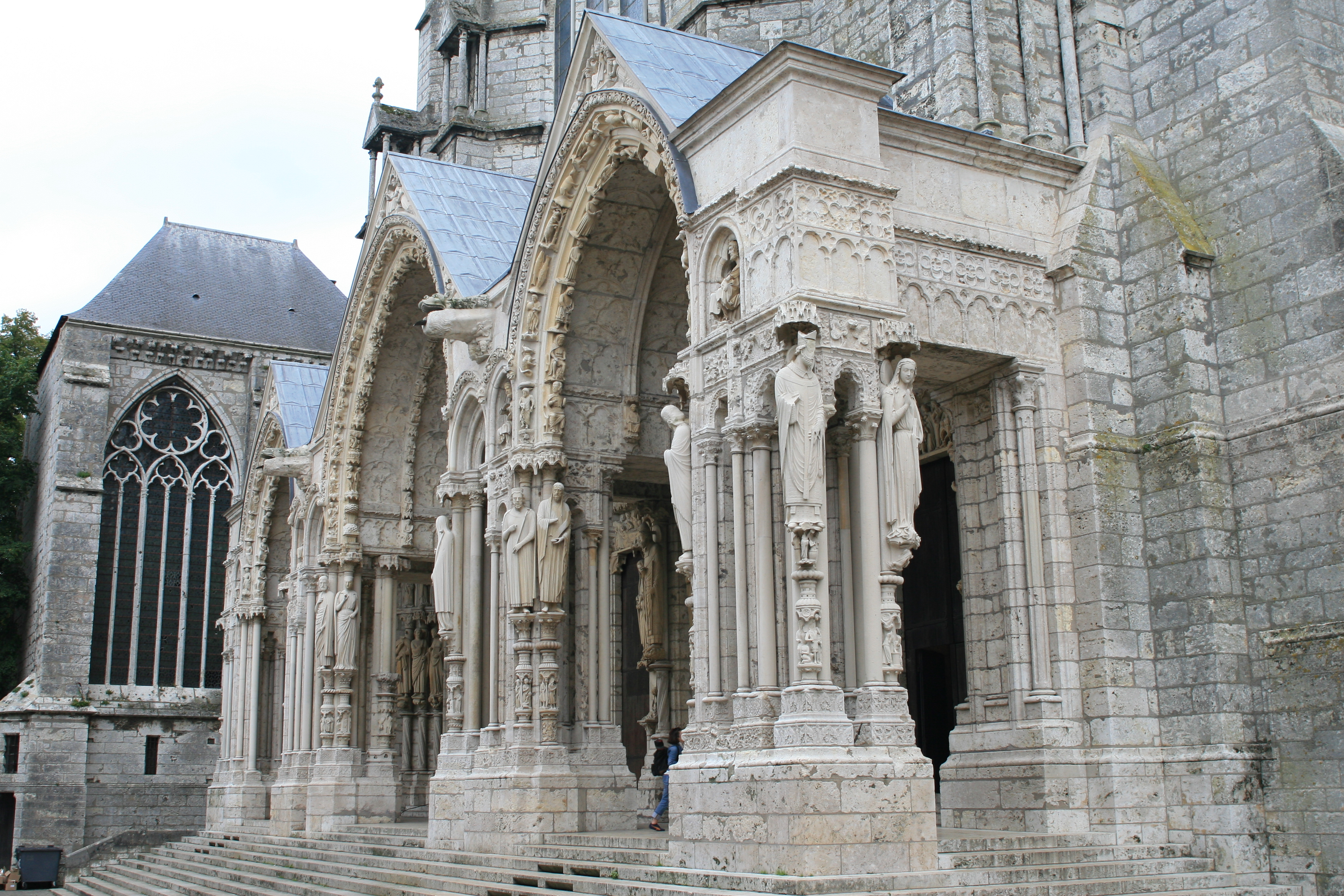
Gotisk portik i Chartreskatedralen (Chartres, Frankrike)
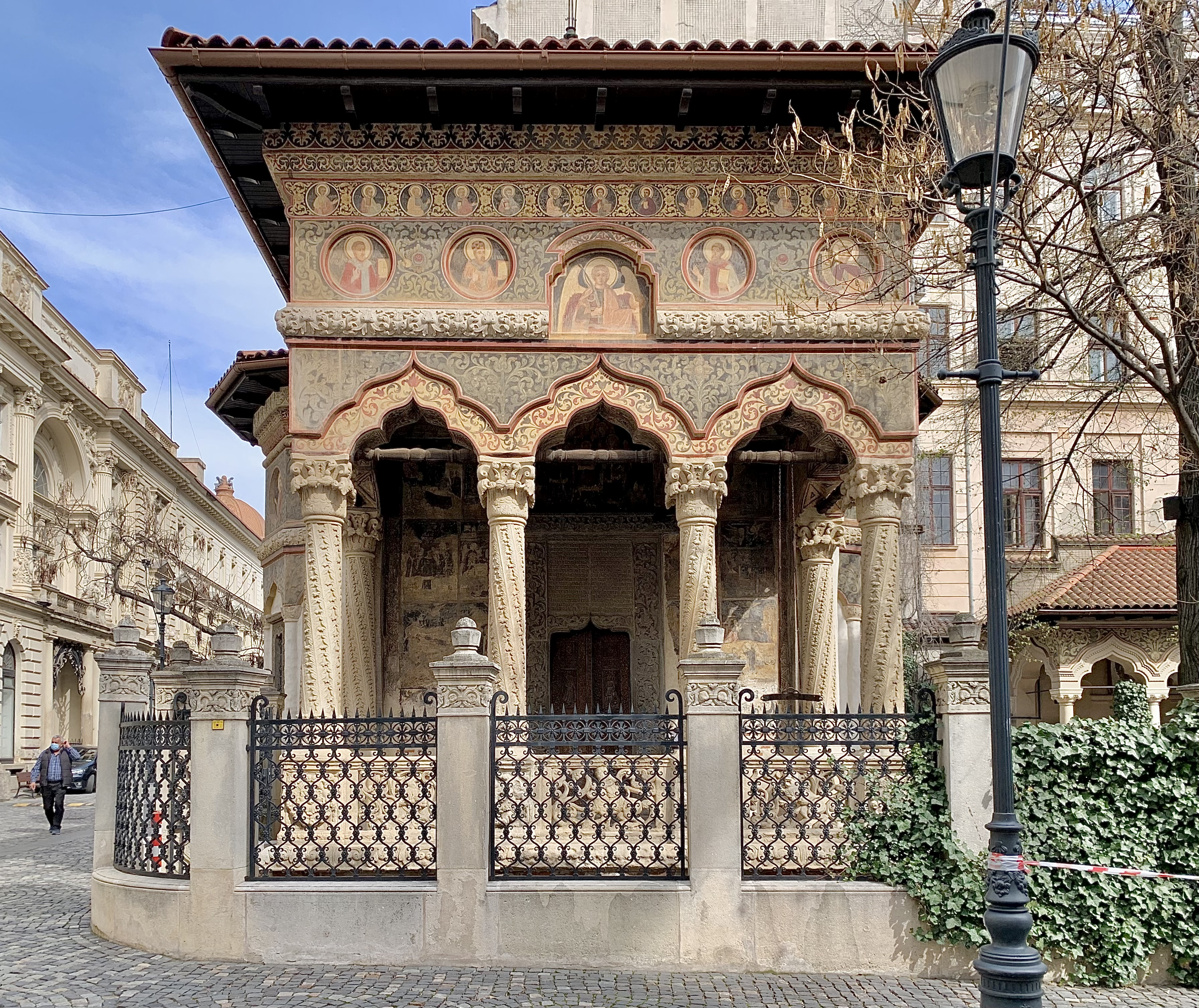
Brâncovenesc portik av Stavropoleos kyrkan (Bukarest, Rumänien)
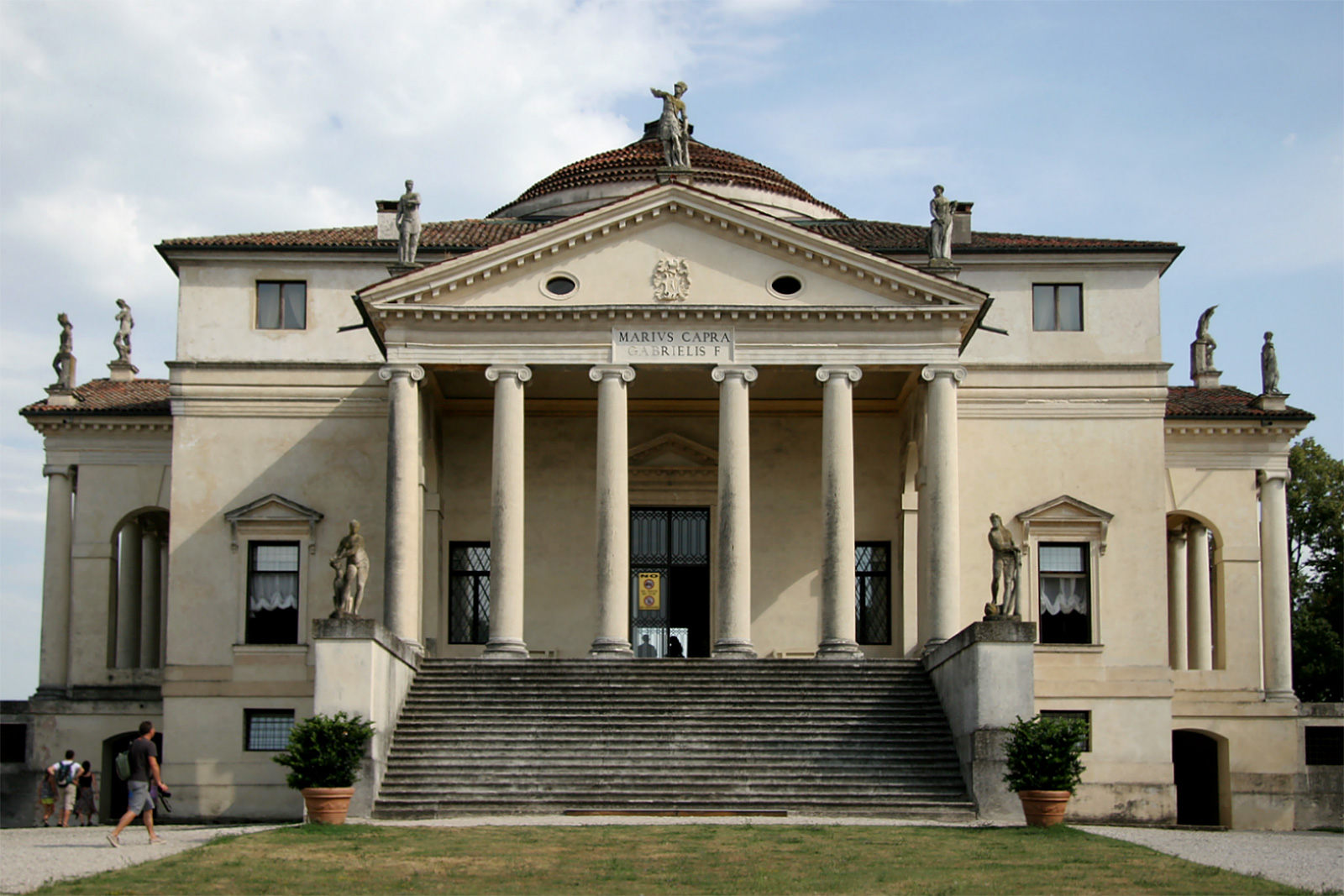
Renässansportik av Villa Capra "La Rotonda" (Vicenza, Veneto, Italien)
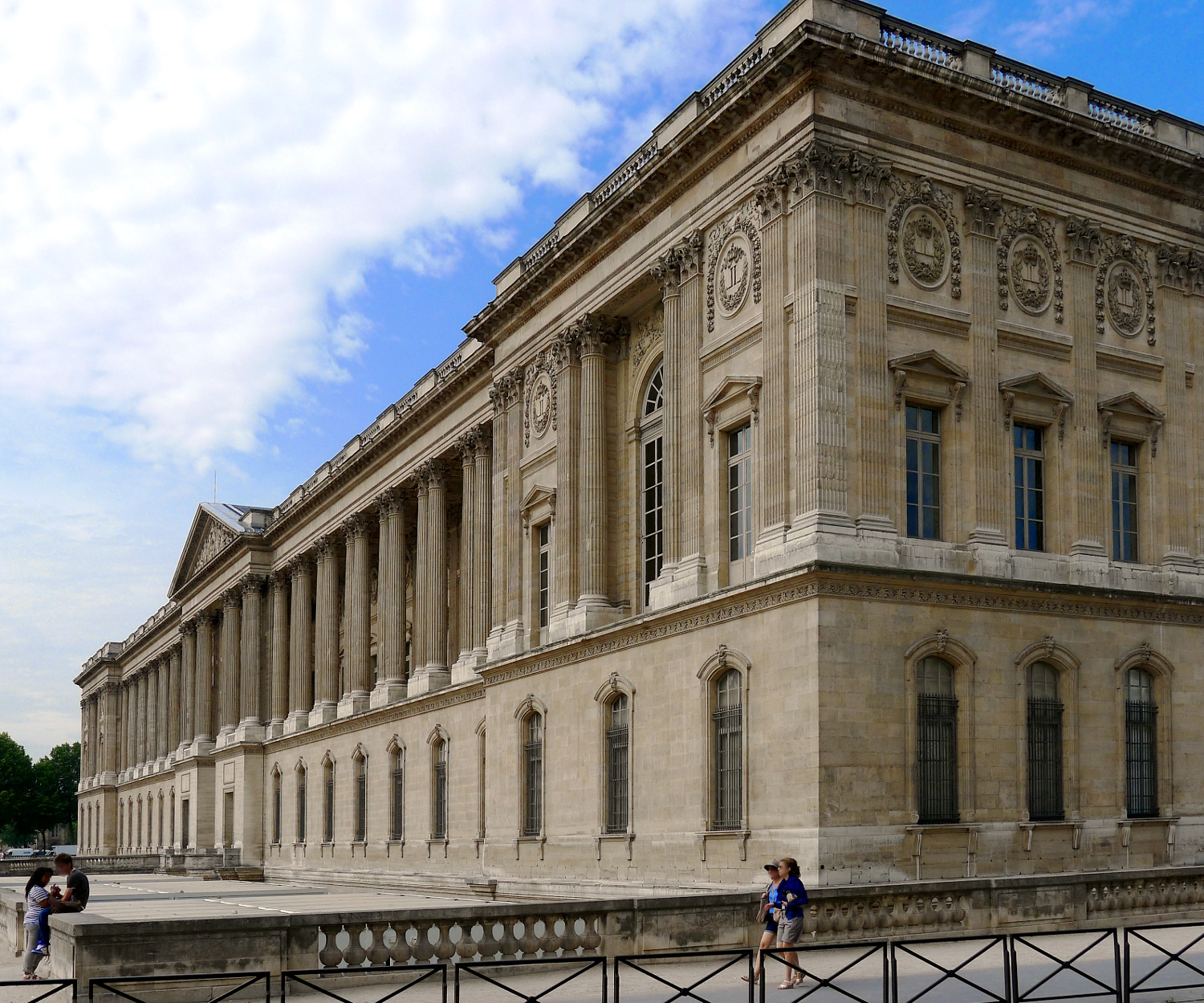
Barockportikerna i Louvrens pelargång (Paris)
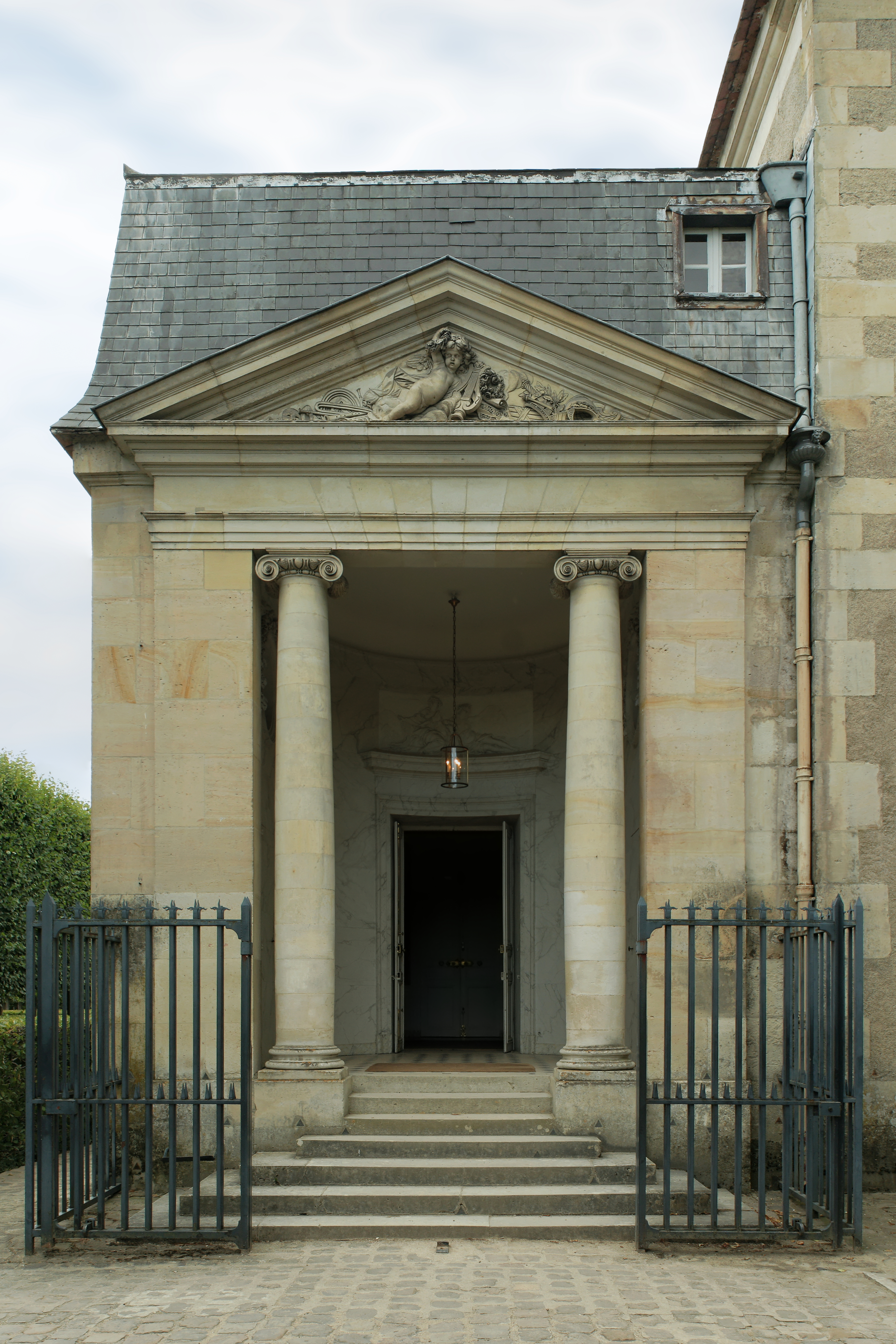
Ludvig XVI portik i Théâtre de la reine, en del av Petit Trianon (Frankrike)
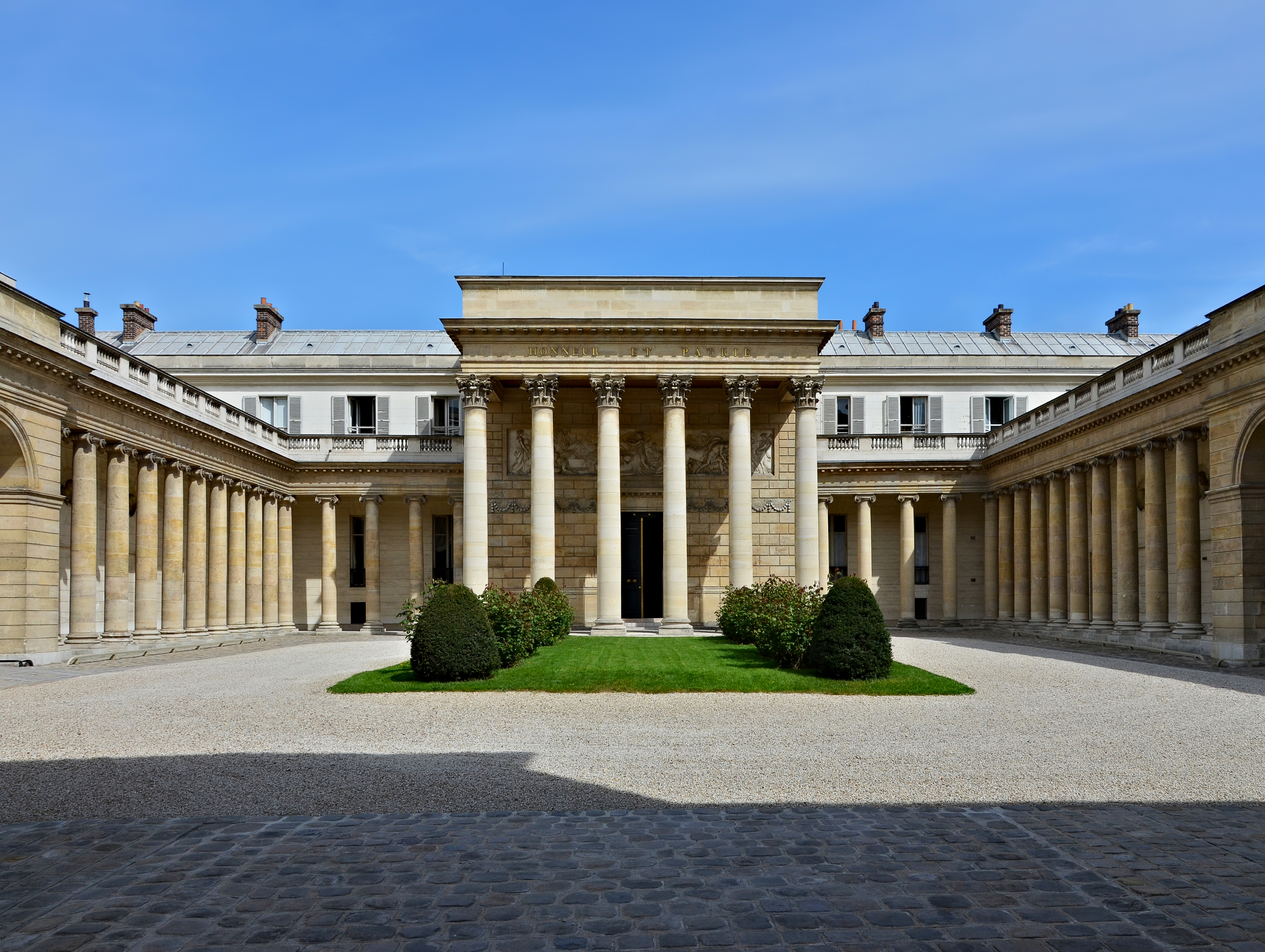
Nyklassisk portik i Palais de la Légion d'Honneur (Paris)
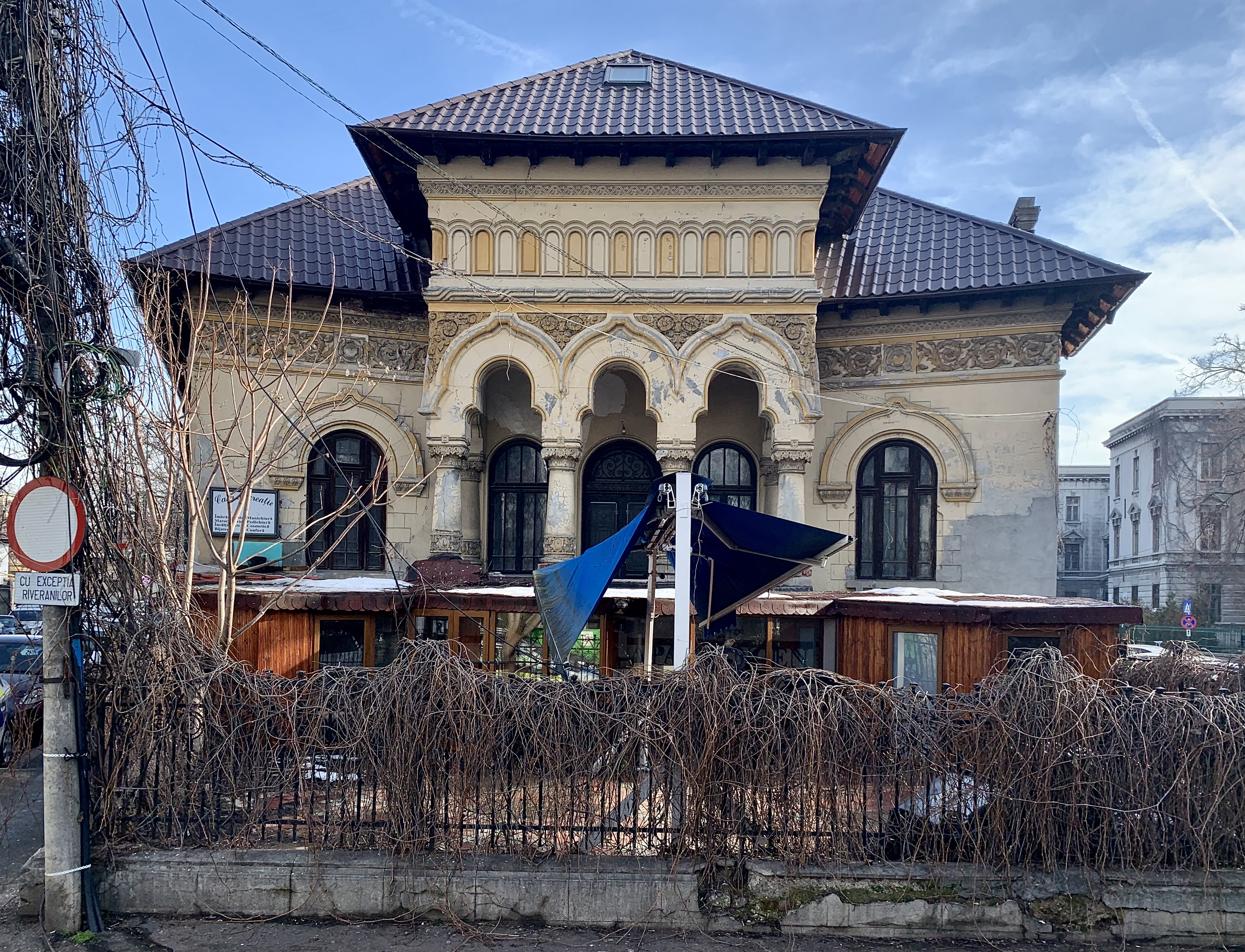
Rumänsk väckelseportik av Ștefan Lilovici-huset (Bukarest)
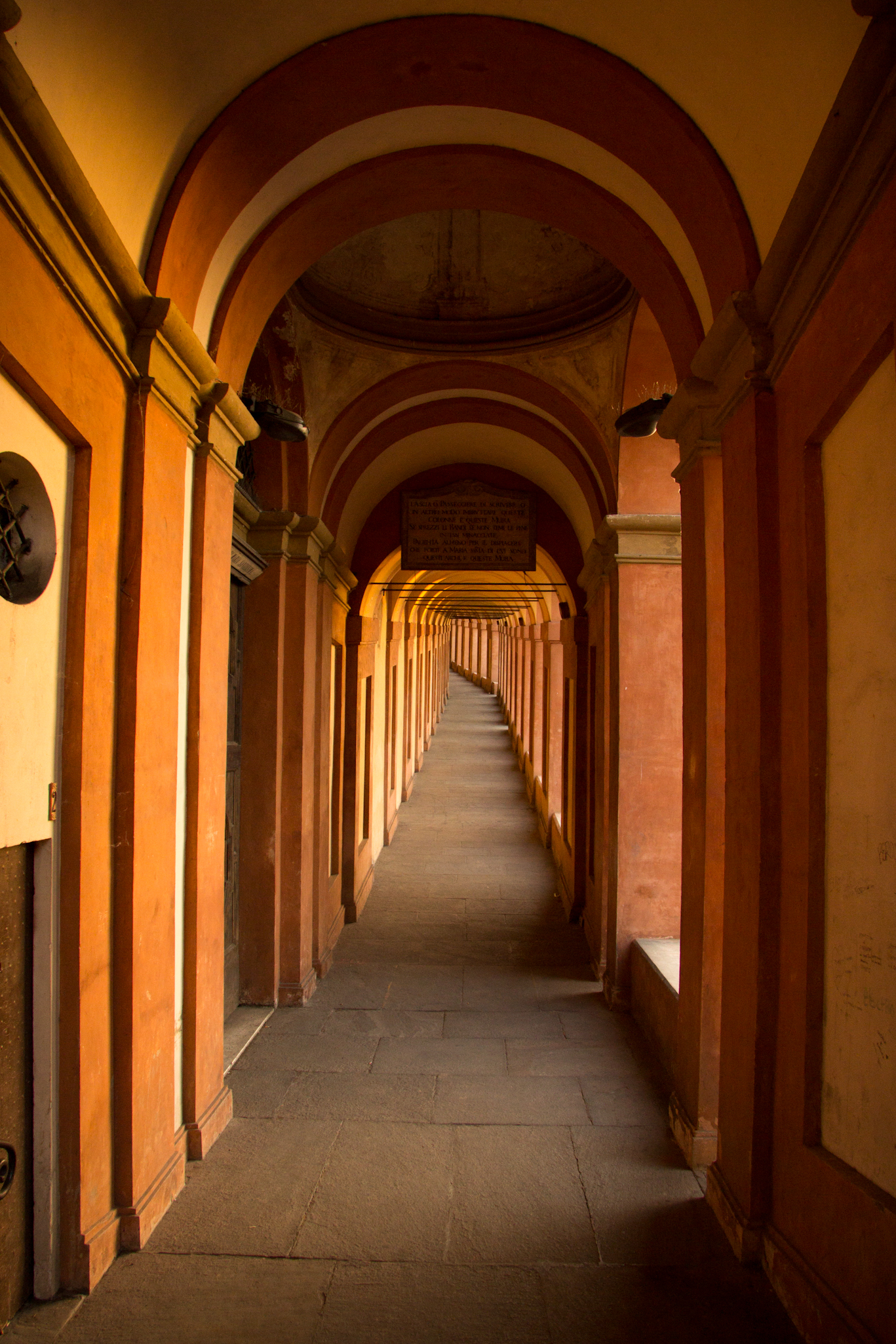
Portiken i San Luca i Bologna , Italien , som möjligen är världens längsta.